# 글리제 367 b
글리제 367 b는 돛자리에 위치한 외계 행성이다. 2021년에 새로이 발견된 행성이다.

## 설명
글리제 367 b는 지구에서 대략 31광년 떨어진 곳에 위치하고 있으며 이는 천문학적인 관점에서 보면 비교적 가까운 위치에 있는 외계 행성이 된다. 이외에도 글리제 367 b는 슈퍼수성으로도 불리는 지구형 행성이며 태양계에서 태양과 가장 가까운 위치에서 공전하는 수성과 똑같이 모항성과 가깝고 대기가 존재하지 않는다는 공통점이 존재한다. 다만 수성은 태양과 5,800만km 떨어진 것에 반해 글리제 367 b는 모항성과 불과 100만km 떨어져 있기 때문에 이는 수성보다도 모항성에 훨씬 가까운 행성이 된다. 이행성의 모항성인 글리제 367은 비록 태양보다 온도가 훨씬 낮은 M형 주계열성이긴 하지만 이렇게 모항성과 너무 가깝다 보니 행성의 온도는 매우 높다. 이행성은 모항성을 향해 항상 같은 면을 향하는 조석 고정 상태이며 공전 주기도 불과 7.7시간 밖에 되지 않는 초단주기 행성에 속한다. 이로 인해 이행성의 온도는 낮쪽이 섭씨 1400°로 뜨거우며 밤쪽은 섭씨 500°로 낮쪽보다 온도가 낮지만 여전히 고온이다. 이행성은 모항성과 매우 가까운 위치에 있고 온도도 높기 때문에 뜨거운 지구에 속하는 행성 중에 하나이기도 하다.

## 같이 보기
- 지구형 행성
- 뜨거운 지구
- 외계 행성
- 돛자리